# Chrześcijaństwo w Iraku
Chrześcijaństwo w Iraku jest wyznawane przez 200 tys. mieszkańców (2014). Liczba chrześcijan gwałtownie spadła po wprowadzeniu demokracji w Iraku w 2003 roku. W 2012 roku w Iraku żyło 110 000 protestantów, 110 000 katolików i 50 000 prawosławnych.

## Historia

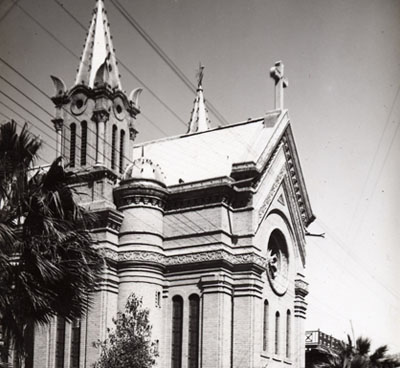
Kościół rzymskokatolicki w Bagdadzie

Pierwsi chrześcijanie na terenie obecnego Iraku pojawili się w I wieku. W VII wieku po zajęciu ziem przez Arabów, chrześcijanie zamieszkujący obecny Irak musieli płacić podatek od wyznania. Dzięki podatkowi, Arabowie nie zmuszali chrześcijan do zmiany wiary. W latach 90. XX wieku w Iraku żyło 1,2 mln chrześcijan. W 2003 roku w Iraku żyło 1,5 mln asyryjskich chrześcijan.
W latach 2003–2014 liczba chrześcijan żyjących w Iraku zmniejszyła się o 1,35 mln w wyniku prześladowań. W 2009 roku po serii ataków bombowych w Mosulu, z miasta uciekła połowa chrześcijan. 31 października islamscy terroryści zaatakowali katedrę kościoła katolickiego obrządku syryjskiego, zabijając 58 osób i raniąc około 60. Większość uchodźców przeniosło się na północ kraju (do Kurdystanu), choć obecnie uciekają za granicę w wyniku zajęcia większości Kurdystanu przez Państwo Islamskie.

## Grupy chrześcijan
Chrześcijan w Iraku dzieli się na cztery grupy:
- społeczności emigrantów,
- protestantów,
- społeczności Kościołów katolickich i prawosławnych (asyryjski Kościół prawosławny, chaldejski Kościół katolicki, syryjski Kościół katolicki i Kościół ormiański),
- nawróceni na chrześcijaństwo muzułmanie.

## Prześladowania
Chrześcijanie w Iraku są traktowani jako kolaboranci współpracujący ze światem zachodnim. W ramach walki z chrześcijaństwem, muzułmanie wypędzają chrześcijan, dokonują egzekucji, porywają kobiety i dzieci (traktując porwanych jako łup wojenny) oraz niszczą kościoły. Domy zamieszkane przez chrześcijan oznacza się literą „N” (Nazarejczyk). Po oznaczeniu domu literą „N”, budynek przechodzi na własność muzułmanów. Kobiety są zbiorowo gwałcone, po czym często popełniają samobójstwo. W niektórych miejscach muzułmanie zmuszają chrześcijan do płacenia okupu w wysokości 200 dolarów. W Mosulu chrześcijanie zobowiązani są do płacenia podatku, jeśli chcą zachować wiarę.
Obecnie sytuacja chrześcijan mieszkających na północy jest wyjątkowo trudna w związku z działaniami Państwa Islamskiego. Nielicznym chrześcijanom oraz innym ofiarom terrorystów z ISIS pomocy udzielają Kurdowie. Chrześcijan zabija się poprzez strzał w tył głowy lub poprzez ścięcie głowy.
Open Doors w 2015 roku umieścił Irak na trzecim miejscu w rankingu państw najbardziej prześladujących chrześcijan po Korei Północnej i Somalii (w 2014 Irak zajmował 4. miejsce).
W 2006 zamordowano arcybiskupa z Mosulu, Paulosa Faraja Rahho. Został on ścięty, a jego ciało zostało porąbane i wyrzucone na śmietnik.